# EBSCO Information Services
EBSCO Information Services basée à Ipswich, dans le Massachusetts, est une subdivision de EBSCO Industries Inc.. EBSCO apporte des ressources bibliothécaires à des clients variés (bibliothèques institutionnelles publiques et universitaires, monde médical, K-12, domaine juridique, entreprises).
Ses principaux produits comprennent 
- EBSCONET (un système de gestion des e-ressources)
- EBSCOhost (service de recherche en ligne payant, relié à 375 bases de données en texte intégral, à une collection de plus de 600 000 livres électroniques des index, des références médicales et un jeu d'archives numériques historiques.
- EBSCO Discovery Service (EDS), apparu en 2010 et destiné aux institutions, qui permet aux abonnés des recherches dans un large portefeuille de journaux et magazines[1].

## Histoire
« EBSCO Information Services » a d'abord été une branche d' « EBSCO Industries Inc. », une entreprise familiale créée en 1944 ("EBSCO" l'acronyme de Elton B. Stephens Co..  Selon Forbes Magazine, EBSCO est une des plus grandes sociétés privées d'Alabama et l'une des 200 premières aux États-Unis (sur la base des revenus et du nombre d'employés). Ses ventes ont dépassé 1 milliard de $ en 1997 et 2 milliards $ en 2006.
EBSCO Industries s'est diversifiée en un réseau d'environ 40 entreprises et était la troisième plus grande entreprise privée de Birmingham, en Alabama en 2013, avec des ventes annuelles qui ont atteint une valeur annuelle de 2 milliards $ ).
EBSCO Publishing a pour origine une publication imprimée créé en 1984 (« Popular Magazine Review », contenant des résumés d'articles provenant de plus de 300 magazines. 
L'entreprise produisant ce journal a été rachetée  en 1987 par EBSCO Industries qui l'a rebaptisée EBSCO Publishing. Le nombre d'employés a atteint 750 personnes en 2007 ;  

En 2010 alors que l'Internet était en plein développement, EBSCO a acheté NetLibrary et en 2011, EBSCO Publishing a pris le contrôle de HW Wilson Company,, ; 
Une fusion avec  EBSCO Information Services  a lieu le 1er juillet 2013 aboutissant à une entité qui conserve le nom EBSCO Information Services .

## Produits
Les principaux produits fournis par EBSCO sont :
- Des bases de données : EBSCO fournit une gamme de services de bibliothèque de base de données. Beaucoup de bases de données, comme EconLit et MEDLINE sont sous licence de fournisseurs de contenu. D'autres comme Academic Search, MASTERFILE et environnement complet, sont concédés directement par des éditeurs de contenu et compilées par EBSCO.

- Outils de découverte: Ce produit est utilisé pour créer un index unifié, personnalisé de ressources d'information institutionnelle, et des moyens d'accéder à tout son contenu via un moteur de recherche unique. 
Le système fonctionne via une récolte des métadonnées provenant de sources internes et externes, puis un service de préindexation

- eBooks : EBSCO fournit des ebooks et des "audiolivres" concernant un large éventail de thèmes.

- DynaMed  ; est un outil de références médicales (clinique) destiné aux médecins et soignants. DynaMed est la plus utilisée des 10 ressources cliniques en ligne selon une étude publiée dans le Journal of Clinical Epidemiology[9] et a eu la plus haute performance globale dans la catégorie référence sur les maladies, pour les deux derniers rapports sur les ressources d'aides à la décision clinique par KLAS (une firme de recherche qui se spécialise dans la surveillance et la publication de rapports sur la performance des fournisseurs du domaine de la santé[10].

EBSCO fournit aussi des ressources audio et des audiolivres par l'intermédiaire de sa filiale « NetLibrary », qui a été achetée en 2010 à Online Computer Library Center. Il est en concurrence sur ce marché avec Digital Library Reserve OverDrive.

## Verdissement et initiatives philanthropiques
EBSCO dispose de grands équipements photovoltaïques et a entrepris de convertir sa flotte de véhicules d'entreprise en voitures hybrides. Elle a établi une équipe ce verdissement, “Green Team”, dans son siège, et a publié GreenFILE, une base de données gratuite conçue pour aider les gens à rechercher les impacts des activités humaines sur l'environnement. 
EBSCO a reçu le prix 2008 Environmental Merit Award du bureau de l'EPA Office de la Nouvelle Angleterre, et a reçu le titre de “Green Champions” décerné par l'Association des bibliothèques spéciales en tant que contributeur à une initiative.
EBSCO mène aussi des projets philanthropiques, visant à réduire la fracture numérique qui sépare encore le monde industrialisé des pays en développement. Il travaille avec l'Open Society Institute à aider à fournir les bases de données de recherche essentielles aux universités de 39 pays en développement. En 2012, James T. Stephens (en), fils de Elton Bryson Stephens, Sr. (en) fondateur de EBSCO Industries (en), et son épouse Julie  Stephens ont été reconnus pour leur travail philanthropique.